# Cochimí
I Cochimí erano abitanti della parte centrale della Penisola di Bassa California, da  El Rosario a nord, fino a  San Javier a sud.

## Descrizione

### Storia
I Cochimí furono incontrati per la prima vlta dagli esploratori navigator spagnoli durante il XVI secolo, tra i quali Ulloa, Cabrillo e Vizcaíno. Incontri sporadici continuati fino a che i gesuiti stabilirono missioni sulla penisola nel XVII secolo. Eusebio Francisco Kino fece un tentativo, fallito, di fondare una missione a San Bruno, a nord di Loreto, negli anni dal 1683 al 1685. Juan María de Salvatierra iniziò la sua prima missione di successo a Loreto tra i Monqui, che erano i vicini meridionali dei Cochimí. Questa fu presto seguita nel 1699 dalla missione di San Javier presso i Cochimí, fondata da Francisco María Píccolo.
Nei successivi sette decenni, la frontiera del controllo dei gesuiti sulla terra dei Cochimí si estese verso nord con le missioni di Mulegé (1705), Comondú (1708), La Purísima (1720), Guadalupe (1720), San Ignacio (1728), Santa Gertrudis (1751), San Borja (1762) e Santa María (1767). Dopo che la corona spagnola aveva espulso i gesuiti dalla Bassa California nel 1768, i francescani sotto padre Junípero Serra fondarono, nella loro strada verso l'Alta California un'altra missione a Velicatá (1769). I successori dei francescani nella Bassa California, i domenicani, crearono l'ultima missione fra i Cochimí a El Rosario (1774).
Decimata dalle malattie epidemiche del Vecchio Mondo la popolazione Cochimí declinò e fino a una certa data del XIX, o forse all'inizio del XX secolo, la loro lingua e cultura tradizionali si estinsero.

### Abitudini e usanze
I Cochimí erano cacciatori-raccoglitori, senza agricoltura o metallurgia. La fabbricazione di terrecotte può essere stata raggiunta dai Cochimí settentrionali prima del contatto con gli spagnoli La loro cultura materiale era in genere semplice, ma adatta al loro arido ambiente e alla loro vita nomade.
Il livello più alto di organizzazione sociale era la loro autonoma comunità locale e i loro conflitti inter-comunitari pare fossero piuttosto frequenti.
Tra gli insoliti tratti culturali notati presso i Cochimí e alcuni dei loro vicini erano il secondo raccolto della pitahaya, il maroma, le tablas di legno, e cappucci di capelli umani:
- Il frutto del cactus pitahaya forniva una risorsa di alto valore ma di breve durata stagionale. Dopo il raccolto della pitahaya, i californiani recuperavano i semi di pitahaya non digeriti dai propri escrementi secchi e li arrostivano e mangiavano come un "secondo raccolto".
- Un altro frutto insolito era il maroma. Un boccone di carne legato a una stringa veniva inghiottito, quindi estratto nuovamente e passato alla persona accanto in un circolo di consumatori, finché la carne non era consumata del tutto.
- Tablas erano tavolette di legno dipinte con disegni e/o forate: venivano usate nelle cerimonie religiose. Alcuni di questi manufatti sono stati trovati dagli archeologi.[2].
- Cappucci fatti con capelli umani regalati venivano indossati dagli sciamani in occasione di cerimoniali.[3]

Informazioni sulle abitudini e le credenze dei Cochimí sono state riportate nelle brevi osservazioni degli esploratori ma, soprattutto, negli scritti dei gesuiti. Particolarmente importanti e dettagliate sono le opere di Miguel Venegas (1757, 1979) e di Miguel del Barco (1973).

## Lingua
I Cochimí parlavano un gruppo di dialetti o lingue strettamente collegate, che sono state classificate in vari modi. La divisione più importante, quella tra i Cochimí settentrionali e quelli meridionali, è stata generalmente posta a sud di San Ignacio Una volta definita "Yuman peninsulare", il Cochimí ha un'evidente relazione con le lingue yumane del nord della Bassa California, la California del Sud e l'Arizona occidentale. 
Mauricio J. Mixco rivide questa relazione e la ritenne troppo distante per il Cochimí da essere compreso nell'effettiva famiglia Yuman. Egli ritenne il Cochimí una lingua sorella alla famiglia Yuman, formando la famiglia Yuman–Cochimí.